# Dorfkirche Döbbelin

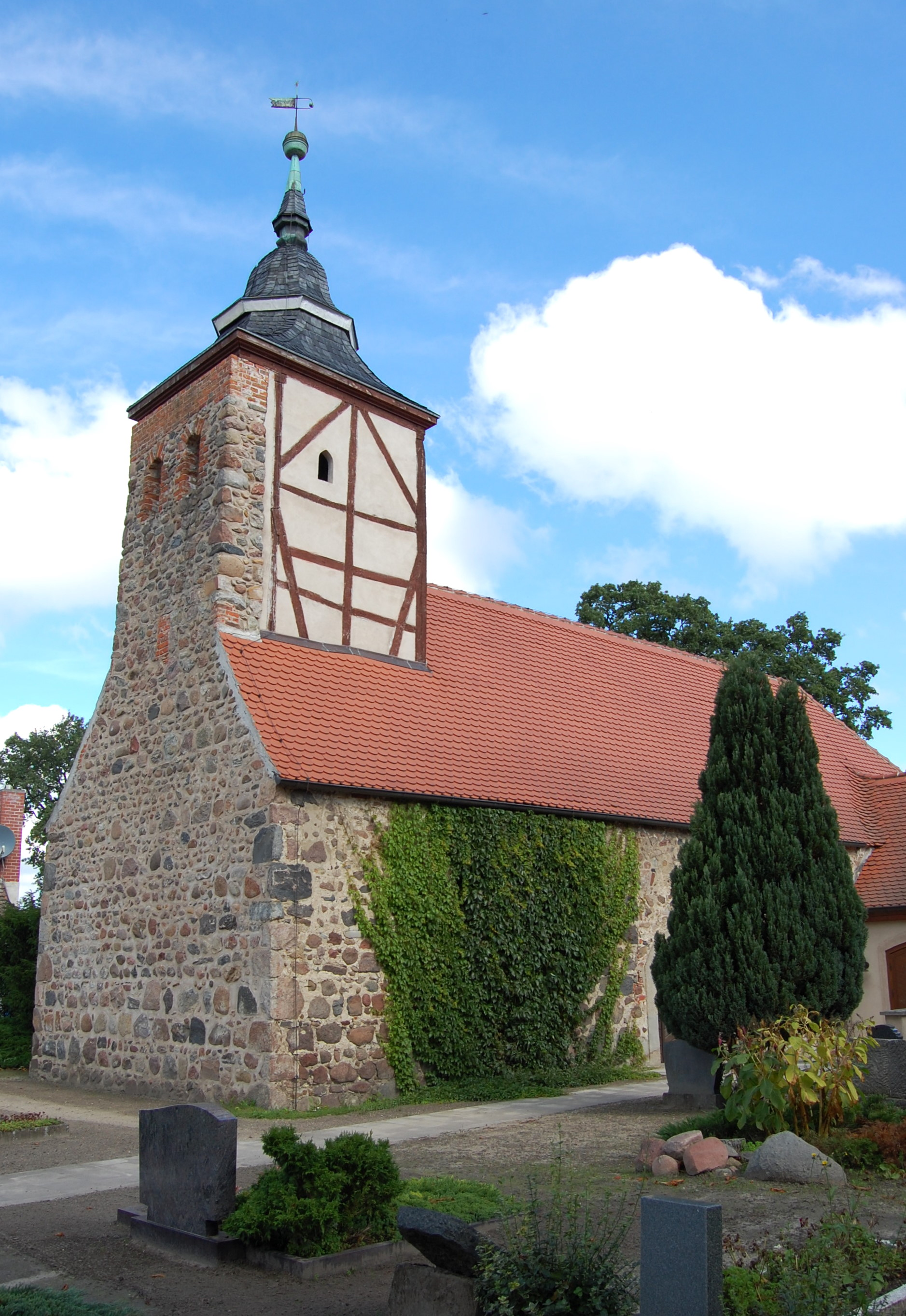
Dorfkirche Döbbelin

Die Dorfkirche Döbbelin ist die evangelische Kirche des Dorfes Döbbelin in der Altmark in Sachsen-Anhalt.

## Architektur und Geschichte
Die Kirche entstand in der zweiten Hälfte des 12. Jahrhunderts als aus Feldsteinen errichtete Saalkirche im Stil der Romanik. Auf der Südseite des Kirchenschiffs befindet sich ein Rundbogenportal aus der Zeit der Romanik. Zwei vermauerte Rundbogenfenster sind auf der Nordseite des Kirchenschiffs zu erkennen. In diesem Bereich befindet sich auch noch die alte breite Fugenritzung. Zunächst verfügte die Kirche anscheinend nicht über einen Turm, obwohl ein solcher auf der Westseite im Erdgeschoss vorbereitet war, worauf in diesem Bereich mächtigere Wandstärken hinweisen.

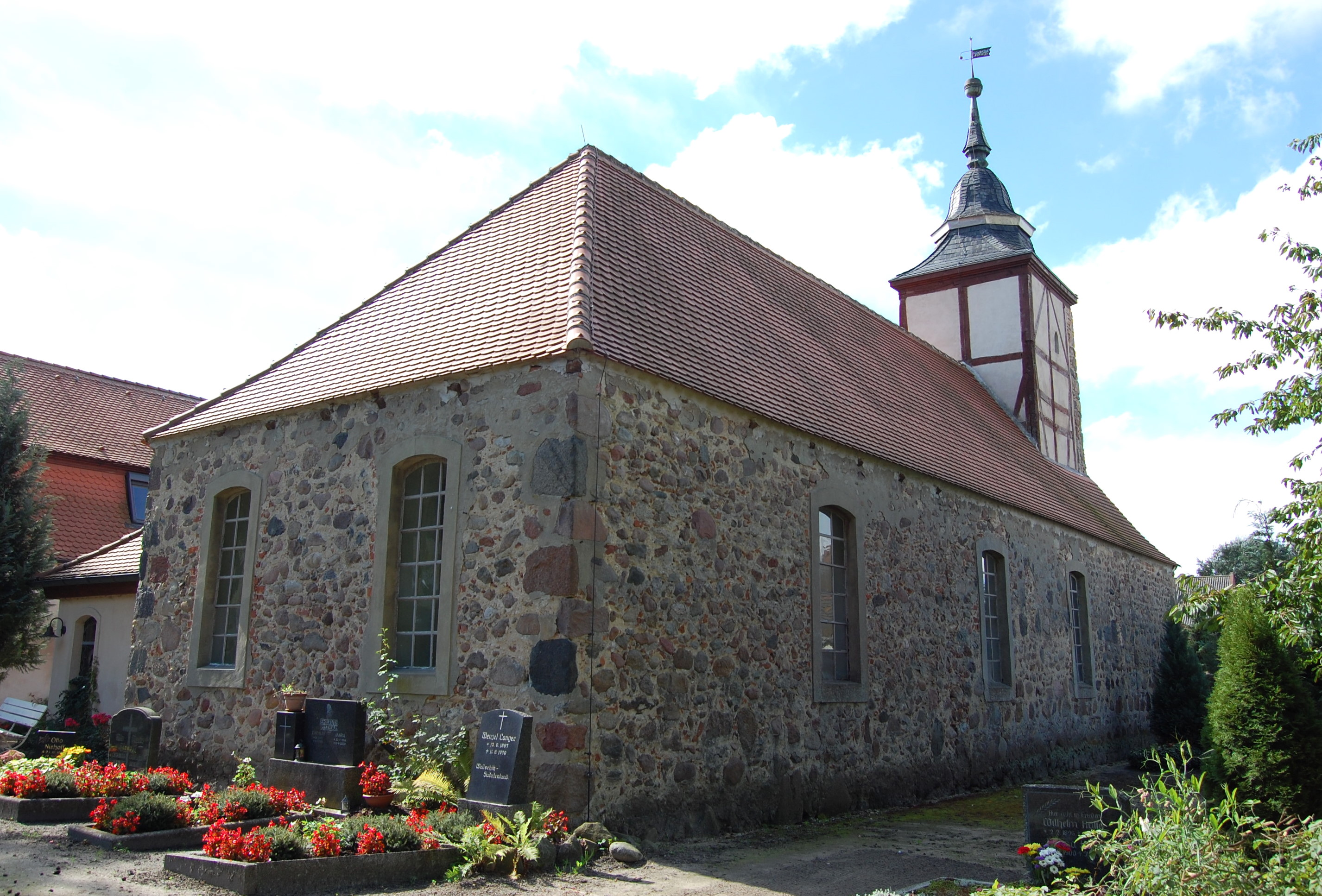
Kirchenschiff

1747 wurde das Kirchenschiff nach Osten erweitert und die Fenster vergrößert. Vermutlich wurde in diesem Zeitraum auch der heutige Fachwerkturm errichtet. Zugleich wurde auch eine Patronatsloge angebaut. Die Dorfkirche sollte so zur Gutskirche des 1736 ausgebauten bismarckschen Gutshauses Döbbelin umgestaltet werden. 1999 wurde an Stelle der Patronatsloge eine Trauerhalle errichtet.
Das Kircheninnere wird von einer flachgedeckten, verputzten Decke überspannt. Die Innenausstattung ist schlicht. Das Gestühl an der Nordseite sowie die Westempore mit geschwungener Brüstung stammen vermutlich von 1747. Der Kanzelaltar entstand Anfang des 19. Jahrhunderts. In der Kirche befindet sich auch ein einfacher, aus einer Bohle geschnitzter Taufengel. Bemerkenswert sind zwei alte Bronzeglocken aus den Jahren 1442 und 1754 sowie ein Grabsteinfragment aus dem 17. Jahrhundert mit dem Profil eines Henning von Rundstedt.
Im Erdgeschoss des Turms befindet sich unterhalb eines kuppeligen in Ziegelsteinen ausgeführten Kreuzgratgewölbes eine Gruft der Familie von Bismarck.